# OCIAD2
OCIAD2 (англ. OCIA domain containing 2) – білок, який кодується однойменним геном, розташованим у людей на 4-й хромосомі. Довжина поліпептидного ланцюга білка становить 154 амінокислот, а молекулярна маса — 16 954.
| 10         |  | 20         |  | 30         |  | 40         |  | 50         |
| ---------- |  | ---------- |  | ---------- |  | ---------- |  | ---------- |
| MASASARGNQ |  | DKDAHFPPPS |  | KQSLLFCPKS |  | KLHIHRAEIS |  | KIMRECQEES |
| FWKRALPFSL |  | VSMLVTQGLV |  | YQGYLAANSR |  | FGSLPKVALA |  | GLLGFGLGKV |
| SYIGVCQSKF |  | HFFEDQLRGA |  | GFGPQHNRHC |  | LLTCEECKIK |  | HGLSEKGDSQ |
| PSAS       |  |            |  |            |  |            |  |            |

A: Аланін

C: Цистеїн

D: Аспарагінова кислота

E: Глутамінова кислота

F: Фенілаланін

G: Гліцин

H: Гістидин

I: Ізолейцин

K: Лізин

L: Лейцин

M: Метіонін

N: Аспарагін

P: Пролін

Q: Глутамін

R: Аргінін

S: Серин

T: Треонін

V: Валін

W: Триптофан

Залучений у таких біологічних процесах, як ацетилювання, альтернативний сплайсинг. 
Локалізований у ендосомах.